# Nola tenebrosa
Nola tenebrosa är en fjärilsart som beskrevs av George Francis Hampson 1896. Nola tenebrosa ingår i släktet Nola och familjen trågspinnare. Inga underarter finns listade i Catalogue of Life.